# Festival de Cine Nacional de Ñuble
El Festival de Cine Nacional de Ñuble es un festival de cine chileno que se realiza desde 2019 en Chillán y otras comunas de la Región de Ñuble.
El evento se lleva a cabo en enero de cada año y se han realizado un total de 5 versiones. Desde sus inicios se ha posicionado como uno de los eventos culturales más destacados en la zona centro sur de Chile.

## Historia

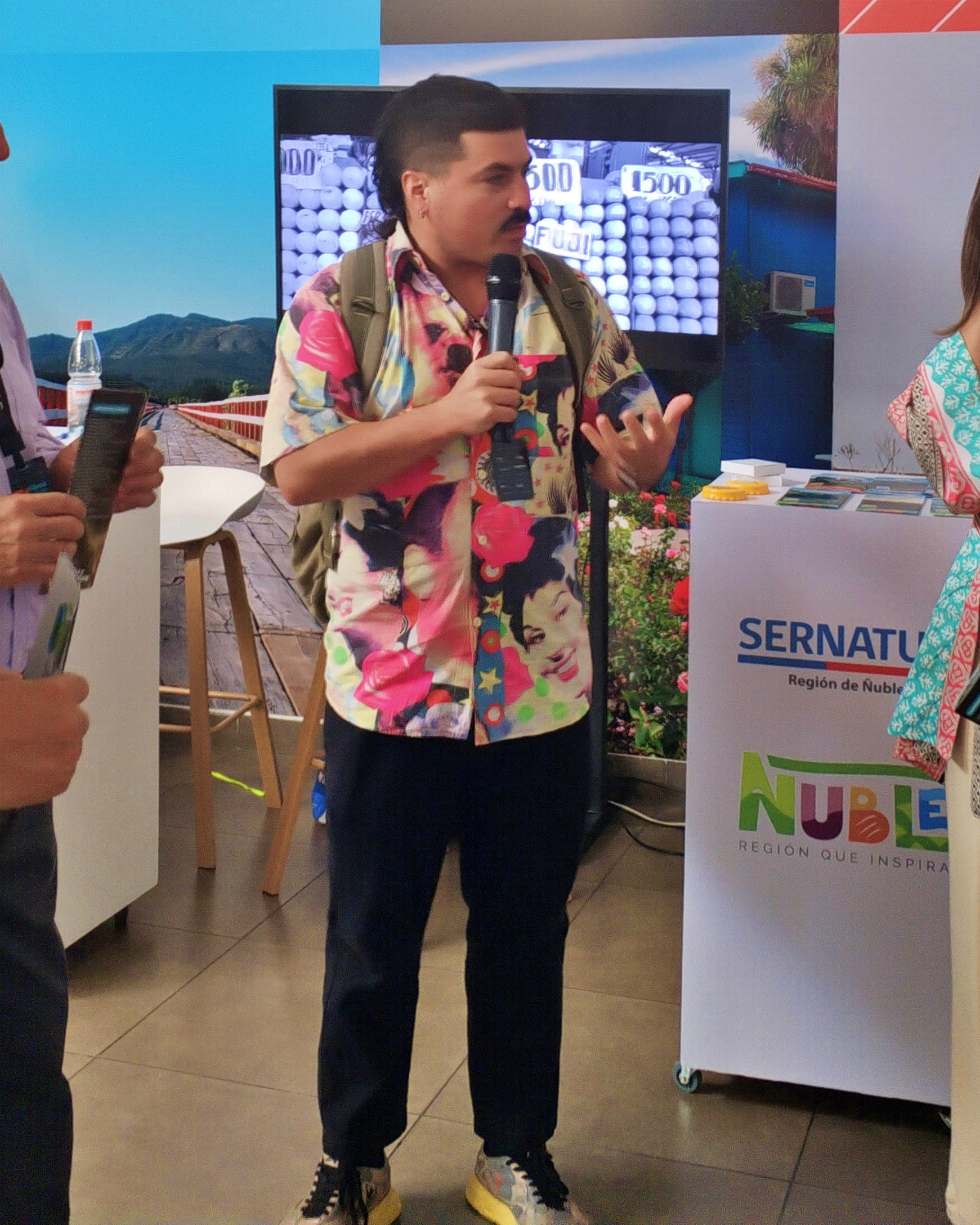
Tomás Alzamora, fundador del festival de cine

El festival fue fundado en 2019 por Tomás Alzamora, cineasta y actual director artístico del evento, quien ha dirigido filmes como La Mentirita Blanca, además de participar en la realización de videoclips para Ana Tijoux, Joe Vasconcellos, Moral Distraída, entre otros. 
Según ha explicado el director, la idea surgió a partir de la falta de espacios para exhibir su película La Mentirita Blanca, la que había circulado en diversos festivales internacionales.
Cuenta con competencias en las categorías mejor largometraje, mejor cortometraje, mejor película por el público y desde 2024 la categoría Competencia nacional de escuelas de cine. Además, el festival incluye una serie de actividades como talleres, charlas, cine al aire libre y otras relacionadas con la industria cinematográfica. Las actividades tienen carácter itinerante y son realizadas en diversas comunas de la Región de Ñuble.
La versión más reciente se llevó a cabo entre el 9 de enero y el 14 de enero de 2024 y tuvo como competidores a 6 largometrajes y 8 cortometrajes.

## Ediciones
| Edición | Año  | Categoría                                  | Ganadora                       | Autor                                 |
| ------- | ---- | ------------------------------------------ | ------------------------------ | ------------------------------------- |
| 2.ª     | 2020 | Mejor largometraje                         | Visión nocturna                | Carolina Moscoso                      |
| 2.ª     | 2020 | Mejor cortometraje                         | Héctor                         | Victoria Giesen Carvajal              |
| 2.ª     | 2020 | Mejor película seleccionada por el público | El príncipe                    | Sebastián Muñoz                       |
| 3.ª     | 2022 | Mejor largometraje                         | El cielo está rojo             | Francina Carbonell                    |
| 3.ª     | 2022 | Mejor cortometraje                         | Los Huesos                     | Cristóbal León y Joaquín Cociña       |
| 3.ª     | 2022 | Mejor película seleccionada por el público | Mis hermanos sueñan despiertos | Claudia Huaiquimilla                  |
| 4.ª     | 2023 | Mejor largometraje                         | Bajo Sospecha: Zokunentu       | Daniel Dìaz                           |
| 4.ª     | 2023 | Mejor cortometraje                         | Estrellas del Desierto         | Katherina Harder                      |
| 4.ª     | 2023 | Mejor película seleccionada por el público | 1976                           | Manuela Martelli                      |
| 5.ª     | 2024 | Mejor largometraje                         | Muertes y Maravillas           | Diego Soto                            |
| 5.ª     | 2024 | Mejor cortometraje                         | Cuarto de hora                 | Nemo Arancibia                        |
| 5.ª     | 2024 | Mejor película seleccionada por el público | Malqueridas                    | Tana Gilbert                          |
| 5.ª     | 2024 | Mejor cortometraje de escuelas de cine     | En el baño mueren las polillas | Natalia Mejías y Fernanda Lagomarsino |

## Sedes

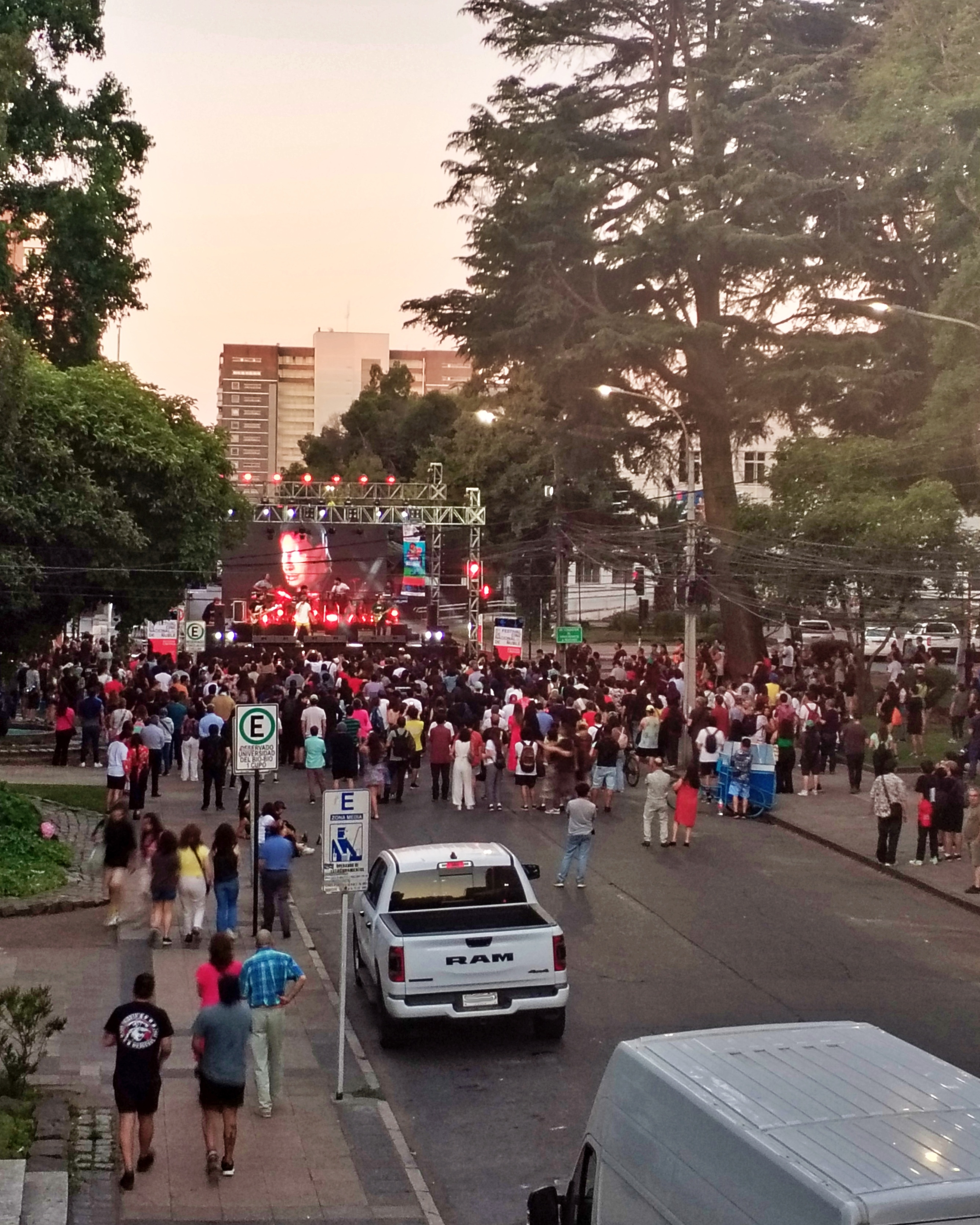
Presentación de Ases Falsos en el Festival de Cine Nacional de Ñuble, donde exhibieron la película Bremen, a un costado de la Plaza de armas de Chillán.

La sede principal del festival es el Teatro Municipal de Chillán, ocupando el recinto en su totalidad, con su Gran Salón como escenario principal. Además, se utilizan varios lugares públicos y administrativos dentro de la región.
En 2022, las sedes incluyeron el sector Bello Bosque de la comuna de Quillón, la Plaza de Armas de San Fabián de Alico y la estación de ferrocarriles de San Carlos. Para el año 2024, los lugares para proyecciones se trasladaron a la Plaza de Armas de Chillán, la Plaza de Armas de El Carmen, la Plaza de Armas de San Fabián de Alico, el Centro Cultural de Cobquecura y el Centro Cultural Municipal de San Carlos.